# Lisboa Belém Open 2022
Il Lisboa Belém Open 2022 è stato un torneo maschile tennis professionistico. È stata la 6ª edizione del torneo, facente parte della categoria Challenger 80 nell'ambito dell'ATP Challenger Tour 2022, con un montepremi di 45 730 €. Si è svolto dal 26 settembre al 2 ottobre 2022 sui campi in terra rossa del Club Internacional de Foot-ball di Lisbona, in Portogallo.

## Partecipanti

### Teste di serie
| Nazionalità | Giocatore         | Ranking* | Testa di serie |
| ----------- | ----------------- | -------- | -------------- |
| Argentina   | Pedro Cachín      | 57       | 1              |
| Spagna      | Carlos Taberner   | 121      | 2              |
| Italia      | Francesco Passaro | 127      | 3              |
| Austria     | Filip Misolic     | 145      | 4              |
| Italia      | Marco Cecchinato  | 147      | 5              |
| Italia      | Franco Agamenone  | 148      | 6              |
| Francia     | Alexandre Müller  | 149      | 7              |
| Francia     | Manuel Guinard    | 152      | 8              |

* Ranking al 19 settembre 2022.

### Altri partecipanti
I seguenti giocatori hanno ricevuto una wild card per il tabellone principale:
- João Domingues
- Frederico Ferreira Silva
- Pedro Sousa

Il seguente giocatore è entrato in tabellone come special exempt:
- Nicolas Moreno de Alboran

I seguenti giocatori sono entrati in tabellone come alternate:
- Timofej Skatov
- Miljan Zekić

I seguenti giocatori sono passati dalle qualificazioni:
- Javier Barranco Cosano
- Jeremy Jahn
- Luca Van Assche
- Oriol Roca Batalla
- Gonçalo Oliveira
- Duje Ajduković

Il seguente giocatore è entrato in tabellone come lucky loser:
- Daniel Michalski

## Campioni

### Singolare
Marco Cecchinato ha sconfitto in finale  Luca Van Assche con il punteggio di 6–3, 6–3.

### Doppio
Zdeněk Kolář /  Gonçalo Oliveira hanno sconfitto in finale  Vladyslav Manafov /  Oleg Prihodko con il punteggio di 6–1, 7–6(4).